# Dubljany
Dubljany (ukrainisch Дубляни; russisch Дубляны, polnisch Dublany) ist eine in der Westukraine liegende Stadt. Sie befindet sich etwa sieben Kilometer nordöstlich der Oblasthauptstadt Lwiw und stellt heute einen Vorort von Lwiw dar.

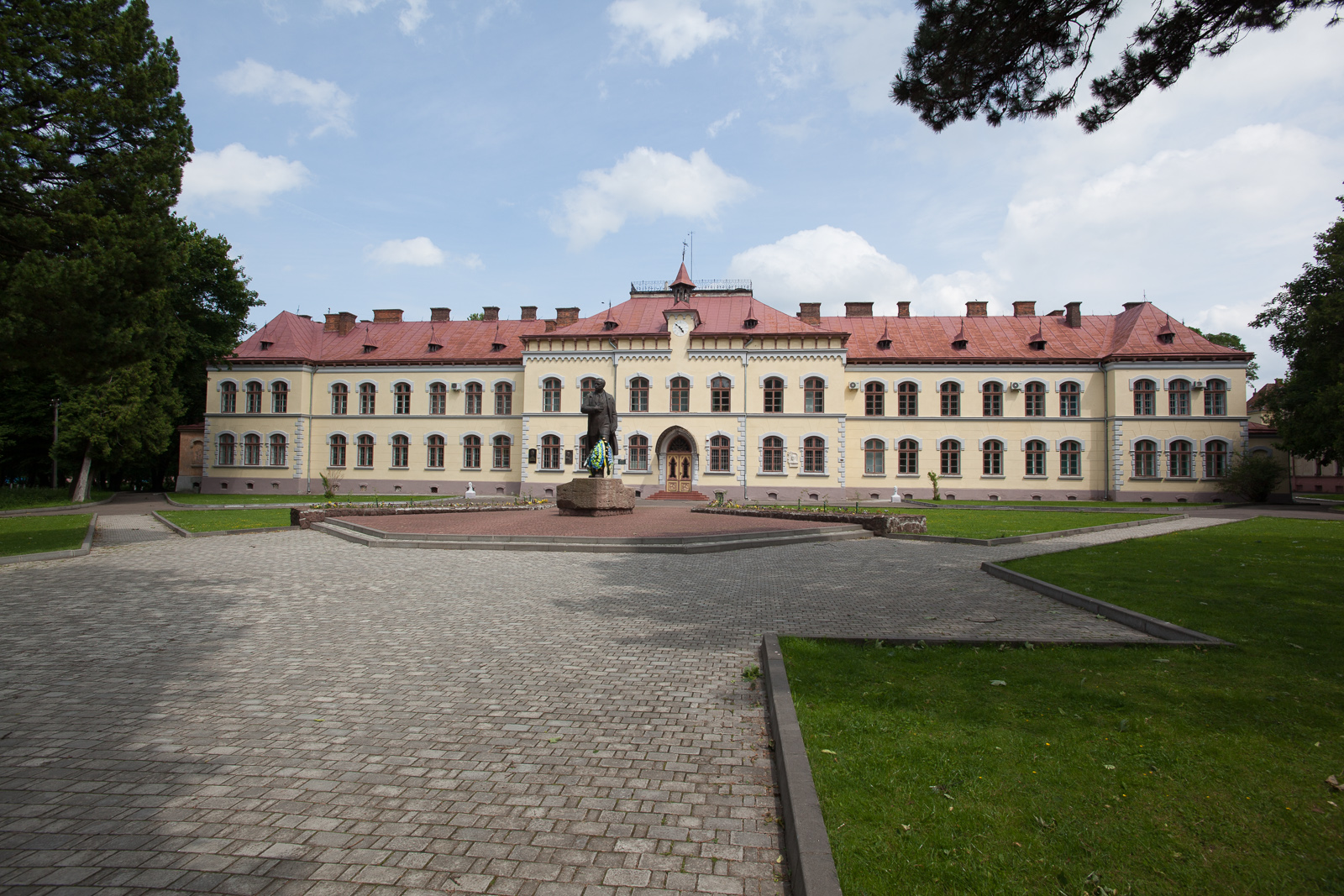
Blick auf das Gebäude der ehemaligen Landwirtschaftsakademie

Am 12. Juni 2020 wurde die Stadt ein Teil der neu gegründeten Stadtgemeinde Lwiw im Rajon Lwiw, bis dahin bildet sie eine die Stadtgemeinde Dubljany (Дублянська міська рада/Dubljanska miska rada) im Rajon Schowkwa zu der auch die nordöstlich liegenden Dörfer Mali Pidlisky (Малі Підліски) und Sytychiw (Ситихів) zählten.
Der Ort wurde 1468 zum ersten Mal schriftlich erwähnt und gehörte ab 1774 bis 1918 zum österreichischen Galizien. 1856 wurde hier eine bekannte Landwirtschaftsakademie gegründet, nach dem Ende des Ersten Weltkrieges kam der Ort zu Polen und wurde im Zweiten Weltkrieg erst von der Sowjetunion und ab 1941 bis 1944 von Deutschland besetzt.
1910 wurde südlich des Ortes eine Station an der heutigen Bahnstrecke Lwiw–Kiwerzi eröffnet.
1945 kam Dubljany wiederum zur Sowjetunion, dort wurde sie Teil der Ukrainischen SSR, erhielt 1978 das Stadtrecht und ist seit 1991 ein Teil der heutigen Ukraine.

## Söhne und Töchter der Stadt
- Adam Werka (1917–2000), polnischer Marinemaler und Illustrator
- Edward Czernik (* 1940), polnischer Hochspringer[2]
- Wladimir Schmudski (* 1947), Wasserballspieler